# Ставрос Христодулу
Ставрос Христодулу (на гръцки: Σταύρος Χριστοδούλου, на английски: Stavros Christodoulou) е кипърски журналист и писател, автор на произведения в жанра драма и криминален роман.

## Биография и творчество
Ставрос Христодулу е роден през 1963 г. в Никозия, Кипър. Учи право в Атинския университет. След дипломирането си не практикува адвокатска професия работи, тъй като в края на 80-те години вече работи като журналист. Работи като управляващ директор на различни списания в Гърция и Кипър, и като колумнист за водещия кипърски вестник „Филелефтерос“. После работи като мениджър в издателската група „Ο Φιλελεύθερος" в Кипър и пише статии във вестник „Kathimerini“.
Първият му роман „Hotel National“ (Хотел „Национал“) е издаден в Атина през 2016 г. Главният герой Григорис Майкъл се завръща в Букурещ през лятото на 2014 г., в някога величествения хотел „Национал“, за да върне към спомените си, от времето на 1956 г. и неговото фатално приятелство на фона на голямото приключение на левицата от 50-те, за да се изправи срещу своите истини, лъжи и непризната вина, за това, как младежките им мечти са смазани от властта. Романът е номиниран за Кипърската държавна награда за литература и за конкурса провеждан от литературното списание „Hourglass“.
Втората му книга „Τη μέρα που πάγωσε ο ποταμός“ (Денят, в който реката замръзна), е издадена от „Kastaniotis Editions“ в Атина през 2018 г. Историята започва в Будапеща на 12 февруари 1985 г. с раждането на Янош, а 27 години по-късно „Янош Унгарецът“ е арестуван в Атина и обвинен в убийството на художника Милтос Адрианос. Но не всичко изглежда ясно и журналистът Стратос Пападопулос започва собствено разследване, което разкрива връзките на политици и подземния свят, а никой не изглежда невинен. Книгата получава Кипърската държавна награда за литература и наградата за литература на Европейския съюз за 2020 г.
Третият му роман „Τρεις σκάλες Ιστορία“ (История на три стълбища) е издаден през 2020 г. Той отразява неизлечимите рани от кипърската трагедия от 1974 г.. Осемнадесетгодишната Клои Артемиу е изнасилена в Лапатос от млад турчин по време на инвазията, забременява и ражда. Четиридесет и три години по-късно тя решава да отпътува към Истанбул, където живее нейният изнасилвач.
Ставрос Христодулу живее в Никозия.

## Произведения

### Самостоятелни романи
- Hotel National (2016)
- Τη μέρα που πάγωσε ο ποταμός (2018)
- Τρεις σκάλες Ιστορία (2020)